# NGC 3999
NGC 3999 ist eine Linsenförmige Galaxie vom Hubble-Typ S0 im Sternbild Löwe auf der Ekliptik. Sie ist schätzungsweise 185 Millionen Lichtjahre von der Milchstraße entfernt. Im selben Himmelsareal befinden sich unter anderem die Galaxien NGC 3987, NGC 4000, NGC 4005, NGC 4011.
Das Objekt wurde am 25. April 1878 von Lawrence Parsons entdeckt.